# Heriaesynaema flavipes
Heriaesynaema flavipes Caporiacco, 1939 è un ragno appartenente alla famiglia Thomisidae.
È l'unica specie nota del genere Heriaesynaema.

## Distribuzione
L'unica specie oggi nota di questo genere è stata rinvenuta in Etiopia

## Tassonomia
Dal 1939 non sono stati esaminati altri esemplari, né sono state descritte sottospecie al 2014.